# Callichilia monopodialis
Espèce
Synonymes
- Tabernaemontana monopodialis K.Schum.[1]

Statut de conservation UICN

 VU B1ab(iii)+2ab(iii) : Vulnérable
Callichilia monopodialis est une espèce d'arbustes de la famille des Apocynaceae, endémique du Cameroun.

## Description
C'est un arbuste à fleurs blanches courbéeset à branches minces.

## Distribution
Assez rare, l'espèce est endémique du Cameroun, où on la trouve dans les forêts sub-montagnardes, à des altitudes allant de  200 à 950 m.

## Menaces
L'espèce a été évaluée comme vulnérable dans quelques sites à cause des activités agricoles et de l'expansion du développement urbain.